# Kendal Ozzel
Filmfiguren amiral Kendal Ozzel var kommendör för den så kallade Imperial Death Squadron i filmen Rymdimperiet slår tillbaka. Han spelades av Michael Sheard.
Han blev avrättad av Vader vid slaget om Hoth eftersom han tog flottan ur hyperrymden alldeles för nära systemet, vilket gjorde att Imperiets överraskingsanfall gick i stöpet. Efter honom tog Amiral Piett över.